# Dystopia (álbum de Megadeth)
Dystopia —en español: Distopía— es el décimo quinto álbum de estudio del grupo musical estadounidense de thrash metal Megadeth, lanzado el 22 de enero de 2016. Dystopia es el primer álbum de Megadeth con Kiko Loureiro (exguitarrista de Angra) y Chris Adler (baterista de Lamb of God), que reemplazaron a Shawn Drover y Chris Broderick respectivamente, quienes abandonaron el grupo para fundar Act of Defiance, aunque Chris Adler inicialmente había informado que el solo iba a contribuir únicamente para grabación del álbum, pero al comienzo de la gira formó parte del grupo durante la gira promocional del álbum. No obstante, Chris empezó a ausentarse en algunas presentaciones debido a que coinciden con las de su grupo musical principal, Lamb of God. En estos caso el sustituto sería Tony Laureano (exbaterista de Dimmu Borgir, Nile, Angelcorpse, God Dethroned, Malevolent Creation, Acheron, entre otros). Sin embargo Adler dejó el grupo a mediados del 2016 debido a que le era imposible estar tanto en Megadeth como en Lamb of God al mismo tiempo, fue así como sugirió al grupo que llamara al baterista del grupo musical sueco Soilwork, Dirk Verbeuren, para que le sustituyera, a los pocos meses Megadeth informó a través de su página web que Dirk era el nuevo baterista oficial del grupo.
Dystopia ha recibido una respuesta mayormente positiva por los críticos. Debutó en el número 3 en la tabla The Billboard 200, convirtiendo a Dystopia en el segundo álbum del grupo que más alto ha llegado en esta lista, luego de Countdown to Extinction que alcanzó el puesto número 2 en 1992.
Del álbum se desprenden un total de cinco sencillos, de los cuales se destaca el homónimo, «Dystopia», el cual a finales del 2016 fue nominado al premio Grammy a la "Mejor interpretación de metal", siendo la 12° nominación de Megadeth al Grammy. El 12 de febrero Megadeth fue el ganador de la categoría, superando a los otros nominados: Korn, Gojira, Baroness y Periphery.

## Letras y estilo
Las canciones de Dystopia son los mismos de cada álbum de Megadeth: política, guerra, nuevo orden mundial, etc., pero en este hablan más del estado islámico, el oriente medio y ataques hacia los árabes. En cuanto al estilo, Dave Mustaine dice: Si son fanes de Peace Sells, este es su álbum preferido, cuando los fanes escucharon Dystopia les recordó a muchos álbumes de Megadeth, pero el que más les recordó fue el Countdown To Extinction, debido a su composición en canciones como «Death From Within» y «Bullet to the Brain». El estilo de este álbum de estudio está más orientado al speed metal y al thrash metal que el anterior.

## Sencillos
El 1 de octubre del 2015, a través de su página oficial, el grupo musical da un adelanto de la canción «Fatal Illusion».
El 11 de noviembre del mismo año se lanza «The Threat Is Real», segundo sencillo del álbum, y más tarde también se lanzó un video musical.
El 7 de enero de 2016 aparece «Dystopia», sencillo final del álbum y además la canción que titula el álbum. El 21 de enero, un día antes del lanzamiento del álbum, lanzan su video musical, el cual es la continuación del video musical de «The Threat is Real». Fue lanzado por medio de YouTube.
Todos estos sencillos pueden ser escuchados en el sitio web oficial de Megadeth y en su canal de YouTube.

## Lista de canciones
Todas las canciones escritas por Dave Mustaine, excepto donde se indique.

| N.º | Título                           | Escritor(es)             | Duración |  |
| 1.  | «The Threat Is Real»             | Dave Mustaine            | 4:22     |  |
| 2.  | «Dystopia»                       | Mustaine                 | 5:00     |  |
| 3.  | «Fatal Illusion»                 | Mustaine, David Ellefson | 4:16     |  |
| 4.  | «Death from Within»              | Mustaine , Ellefson      | 4:48     |  |
| 5.  | «Bullet to the Brain»            | Mustaine , Ellefson      | 4:29     |  |
| 6.  | «Post American World»            | Mustaine, Kiko Loureiro  | 4:25     |  |
| 7.  | «Poisonous Shadows»              | Mustaine, Loureiro       | 6:02     |  |
| 8.  | «Conquer or Die!» (Instrumental) | Mustaine, Loureiro       | 3:33     |  |
| 9.  | «Lying in State»                 | Mustaine                 | 3:34     |  |
| 10. | «The Emperor»                    | Mustaine                 | 3:54     |  |
| 11. | «Foreign Policy» (Fear cover)    | Lee Ving (uncredited)    | 2:28     |  |

## Bonus Track Edición Japonesa
| Japanese edition bonus track |               |          |  |
| N.º                          | Título        | Duración |  |
| 12.                          | «Me Hate You» | 3:44     |  |

## Bonus Track Spotify
| Spotify bonus track |                                    |                            |          |  |
| N.º                 | Título                             | Escritor(es)               | Duración |  |
| 12.                 | «Melt the Ice Away» (Budgie cover) | Tony Bourge, Burke Shelley | 3:28     |  |

## Edición de iTunes y Best Buy
| iTunes & Best Buy edition |                                    |                       |          |  |
| N.º                       | Título                             | Escritor(es)          | Duración |  |
| 1.                        | «The Threat Is Real»               |                       | 4:22     |  |
| 2.                        | «Dystopia»                         |                       | 5:00     |  |
| 3.                        | «Fatal Illusion»                   |                       | 4:16     |  |
| 4.                        | «Death from Within»                |                       | 4:48     |  |
| 5.                        | «Bullet to the Brain»              |                       | 4:29     |  |
| 6.                        | «Post American World»              |                       | 4:25     |  |
| 7.                        | «Poisonous Shadows»                |                       | 6:02     |  |
| 8.                        | «Look Who's Talking» (Bonus track) |                       | 4:14     |  |
| 9.                        | «Conquer or Die!» (Instrumental)   |                       | 3:33     |  |
| 10.                       | «Lying in State»                   |                       | 3:34     |  |
| 11.                       | «The Emperor»                      |                       | 3:54     |  |
| 12.                       | «Last Dying Wish» (Bonus track)    |                       | 3:49     |  |
| 13.                       | «Foreign Policy» (Fear cover)      | Lee Ving (uncredited) | 2:28     |  |

## Personal
| Megadeth - Dave Mustaine: Voz, guitarra líder, guitarra rítmica y acústica - David Ellefson: Bajo, coros - Kiko Loureiro: Guitarra líder, guitarra rítmica, guitarra acústica, piano en «Poisonous Shadows», coros - Chris Adler: Batería | Producción - Producción: Dave Mustaine y Chris Rackestraw. - Ingeniería: Chris Rakestraw - Mixing: Josh Wilbur - Preproducción: Cameron Webb. - Producción Adicional: Jeff Balding - Masterización: Ted Jensen. | Invitados - Steve Wariner - Guitarra - Charlie Judge - Arreglos orquestales en «Poisonous Shadows» - Farah Siraj – Voz invitada en «The Threat is Real" y «Poisonous Shadows» - Miles Doleac – Narración en «Conquer or Die» - Chris Rodríguez – Coro - Eric Darken - Percusión - Blair Masters - Teclados y programación |

## Posiciones
| Tabla (2016)                           | Posición más Alta |
| -------------------------------------- | ----------------- |
| Alemania (Media Control Charts)        | 10                |
| Argentina (CAPIF)                      | 3                 |
| Australia (ARIA)                       | 6                 |
| Bélgica (Ultratop flamenca)            | 19                |
| Bélgica (Ultratop valona)              | 25                |
| Brasil (ABPD)                          | 4                 |
| Canadá (Billboard Canadian Albums)     | 3                 |
| Estados Unidos (Billboard 200)         | 3                 |
| Estados Unidos (Digital Albums)        | 3                 |
| Estados Unidos (Top Hard Rock Albums)  | 1                 |
| Estados Unidos (Top Rock Albums)       | 1                 |
| Estados Unidos (Top Tastemaker Albums) | 2                 |
| Finlandia (Suomen Virallinen Lista)    | 3                 |
| Francia (SNEP)                         | 39                |
| Hungría (MAHASZ)                       | 15                |
| Irlanda (IRMA)                         | 19                |
| Italia (FIMI)                          | 21                |
| Japón (Oricon)                         | 2                 |
| México (Top 100)                       | 4                 |
| Nueva Zelanda (Recorded Music NZ)      | 6                 |
| Países Bajos (Album Top 100)           | 25                |
| Polonia (ZPAV)                         | 8                 |
| Reino Unido (UK Albums Chart)          | 11                |
| República Checa (ČNS IFPI)             | 5                 |
| Suiza (Schweizer Hitparade)            | 7                 |